# Satz von Girsanow
Der Satz von Girsanow ist ein Satz aus der Stochastik, der zeigt, wie man aus einem lokalen Martingal bezüglich eines Wahrscheinlichkeitsmaßes {\displaystyle P} ein neues lokales Martingal bezüglich eines Wahrscheinlichkeitsmaßes {\displaystyle Q} kreiert.
Der Satz hat eine besondere Bedeutung in der Finanzmathematik, da unter dem äquivalenten Martingalmaß die diskontierten Preise eines Underlying, wie einer Aktie, Martingale sind. Im Bereich stochastischer Prozesse ist der Maßwechsel wichtig, da dann folgende Aussage getroffen werden kann: Wenn Q ein bezüglich P absolut stetiges Wahrscheinlichkeitsmaß ist, dann ist jedes P-Semimartingal ein Q-Semimartingal.

## Geschichte
1945 wurde der Satz von Cameron-Martin von Cameron und Martin im Zusammenhang mit Wiener-Integralen (hier sind Integrale über dem Wiener-Raum gemeint) bewiesen. Dieser Satz ist in seiner ursprünglichen Form eine Vorstufe des Satzes von Girsanow, letzterer kann als die stochastische Version des Satzes gesehen werden. Der Satz von Girsanow wurde 1960 von Igor Wladimirowitsch Girsanow bewiesen. Der Satz wurde durch Lenglart 1977 verallgemeinert.

## Satz
Sei {\displaystyle (\Omega ,{\mathcal {F}})} ein messbarer Raum und {\displaystyle Q,P} zwei Wahrscheinlichkeitsmaße darauf. Weiter definieren wir eine Filtration {\displaystyle \mathbb {F} =({\mathcal {F}}_{t})} die {\displaystyle P}-vollständig und rechtsstetig ist, d. h. die üblichen Bedingungen gelten.

### Aussage
Sei {\displaystyle Z} ein stetiger Prozess, so dass für die zwei Wahrscheinlichkeitsmaße
{\displaystyle Q=Z_{t}P}
auf {\displaystyle {\mathcal {F}}_{t},\;t\geq 0} gilt. Dann gilt für jedes stetige lokale {\displaystyle P}-Martingal {\displaystyle M}, dass
{\displaystyle {\widetilde {M}}=M-Z^{-1}\cdot [M,Z]=M-\int {\frac {1}{Z}}d[M,Z]}
ein lokales {\displaystyle Q}-Martingal ist.

### Spezialfall: Wiener-Prozess
Sei {\displaystyle \{\Omega ,{\mathcal {F}},P,\{{\mathcal {F}}_{t}\}_{0\leq t\leq T}\}} ein Wahrscheinlichkeitsraum, versehen mit der natürlichen Filtrierung des standardisierten Wiener-Prozesses {\displaystyle ({B}_{t})_{0\leq t\leq T}}. Sei {\displaystyle (\theta _{t})_{0\leq t\leq T}} ein adaptierter Prozess, so dass gilt {\displaystyle \int _{0}^{T}\theta _{s}^{2}\,\mathrm {d} s<\infty }  P-fast-sicher und der Prozess {\displaystyle (L_{t})_{0\leq t\leq T}} definiert durch
{\displaystyle L_{t}=\exp \left(\int _{0}^{t}\theta _{s}\,\mathrm {d} B_{s}-{\frac {1}{2}}\int _{0}^{t}\theta _{s}^{2}\,\mathrm {d} s\right)}
sei ein Martingal.
Dann gilt unter dem Wahrscheinlichkeitsmaß {\displaystyle P^{(L)}} mit der Dichte {\displaystyle L_{T}} bezüglich {\displaystyle P}, dass der Prozess {\displaystyle (W_{t})_{0\leq t\leq T}} definiert durch {\displaystyle W_{t}=B_{t}-\int _{0}^{t}\theta _{s}\,\mathrm {d} s} ein standardisierter Wiener-Prozess ist.

## Bemerkungen
Der Prozess {\displaystyle L_{t}} ist das stochastische Exponential des Prozesses {\displaystyle (X_{t})} mit {\displaystyle \mathrm {d} X_{t}=\theta _{t}\,\mathrm {d} B_{t}}, das heißt, er löst die stochastische Differentialgleichung {\displaystyle \mathrm {d} L_{t}=\theta _{t}L_{t}\,\mathrm {d} B_{t}}, {\displaystyle L_{0}=1}. Er ist stets ein nichtnegatives lokales Martingal, also auch ein Supermartingal.
Der im Allgemeinen schwierigste Teil in der Anwendung des obigen Satzes ist die Voraussetzung, dass {\displaystyle L_{t}} tatsächlich ein Martingal ist.
Eine hinreichende Bedingung, so dass {\displaystyle (L_{t})_{0\leq t\leq T}} ein Martingal ist, lautet:
{\displaystyle \operatorname {E} \left(\exp \left({\frac {1}{2}}\int _{0}^{T}\theta _{t}^{2}\,\mathrm {d} t\right)\right)<\infty \,.}
Diese Bedingung nennt man auch die Novikov-Bedingung.